# Heinrich Keiter

Der Schriftsteller und Redakteur Heinrich Keiter

Heinrich Keiter (* 17. Juni 1853 in Paderborn; † 30. August 1898 in Regensburg) war ein deutscher katholischer Journalist, Publizist und Schriftsteller. Keiter schrieb auch unter dem Pseudonymen Georg Kampfmuth und J. Staarstecher.

## Leben
Keiter besuchte das Gymnasium in Paderborn und begann eine Ausbildung zum Buchhändler. Bis 1884 arbeitete er als Buchhandelsgehilfe in Paderborn. Schön früh war er auch schriftstellerisch tätig, unter anderem für Rudolf von Gottschall und dessen Blätter für literarische Unterhaltung und Gottschalls Zeitschrift Unsere Zeit. 1876 veröffentlichte er bei Ferdinand Schöningh seine literaturhistorischen Studien Versuch einer Theorie des Romans und der Erzählkunst. 1880 erschien sein Werk Katholische Erzähler der Neuzeit und 1884 Zeitgenössische katholische Dichter Deutschlands. Bereits 1881 gab er mit Lichtstrahlen eine Auswahl aus den Werken der Schriftstellerin und Lyrikerin Ida Gräfin von Hahn-Hahn heraus, 1883 erschien eine von ihm bearbeitete Ausgabe von Walter Scotts Roman Ivanhoe.
1884 wurde Keiter Geschäftsführer und Redakteur der Tageszeitung Westfälischer Merkur in Münster. Im gleichen Jahr veröffentlichte er das Werk F. W. Weber, der Dichter von Dreizehnlinden über den Dichter und Arzt Friedrich Wilhelm Weber und dessen Epos Dreizehnlinden. Es erlebte noch zu Keiters Lebzeiten vier Auflagen. 1885 rezensierte er die Buchausgabe von Karl Mays Erzählung Die Wüstenräuber in Franz Hülskamps Literarischem Handweiser und kritisierte eine mangelnde Glaubwürdigkeit.
1888 übernahm Keiter die Redaktion der Zeitschrift  Deutscher Hausschatz. Zu den regelmäßigen Autoren des Hausschatzes gehörte Karl May, von dem 1879 bis 1898 zahlreiche Reiseromane erschienen. Keiter war zunächst wenig begeistert von May und verringerte den Anteil von Mays Werken in seiner Zeitschrift. Eine Entscheidung, die er bald revidierte, da sie großes Missfallen der Leserschaft hervor rief und sich negativ auf die Verkaufszahlen auswirkte. 1894 bis 1896 erschien im Hausschatz Mays  Erzählung Satan und Ischariot, bei der Keiter das Manuskript eigenmächtig um etwa 440 Seiten kürzte (der gestrichene Teil In der Heimath wurde erstmals 1997 veröffentlicht). Das Verhältnis zwischen Autor und Verlag verschlechterte sich dadurch erheblich, Keiter musste selbst nach Radebeul fahren um sich bei May zu entschuldigen.
1891 begründete Keiter den Katholischen Literaturkalender, in dem 1892 auch Karl Mays Lebenslauf erschien. Er veröffentlichte außerdem zahlreiche Biografien so unter anderem 1887 über Joseph von Eichendorff, 1890 über Annette von Droste-Hülshoff und 1891 über Heinrich Heine und Franz Grillparzer. Heinrich Keiter starb am 30. August 1898, im Alter von 45 Jahren, in Regensburg an Tuberkulose. Er war mit Therese Keiter (* 20. Juni 1859 in Melsungen; † 5. April 1925 in Regensburg), eine geborene Kellner, verheiratet. Sie schrieb als Novellistin und Lyrikerin unter dem Pseudonym Marie Herbert. Nach seinem Tod verfasste sie einen Nachruf über ihn, der in der katholischen Zeitschrift Der Gral veröffentlicht wurde.

## Veröffentlichungen (Auswahl)
- Versuch einer Theorie des Romans und der Erzählkunst. Paderborn 1876.
- Ida Gräfin Hahn-Hahn. Ein Lebens- und Literaturbild. Würzburg 1879.
- Katholische Erzähler der Neuzeit. Paderborn 1880.
- Lichtstrahlen. Aus den Werken der Gräfin Ida Hahn-Hahn. als Herausgeber, Mainz 1881
- Ivanhoe. Historischer Roman. von Walter Scott, als Bearbeiter, Paderborn 1883.
- F. W. Weber, der Dichter von Dreizehnlinden. Eine Studie. Paderborn 1884.
- Zeitgenössische katholische Dichter Deutschlands. Paderborn 1884.
- Joseph von Eichendorff. Sein Leben und seine Dichtungen. Köln 1887. (Digitalisat)
- Leitsterne auf dem Lebenspfad. Zweitausend Aussprüche neuerer deutscher Dichter für Geist und Herz. Münster 1889.
- Annette von Droste-Hülshoff. Ein Lebensbild. Frankfurt am Main 1890.
- Der tolle Christian in Paderborn. Paderborn 1890.
- Praktische Winke für Schriftsteller und solche, die es werden wollen. Regensburg 1890.
- Franz Grillparzer. Ein Gedenkblatt zum 15. Januar 1891. Frankfurt am Main 1891.
- Heinrich Heine. Sein Leben, sein Charakter und seine Werke. Köln 1881.
- Die Kunst, Bücher zu lesen, und namentlich dichterische Erzeugnisse zu würdigen. Regensburg 1892.
- Heinrich Heine, der Antisemit und Nihilist. Bausteine zum Heine-Denkmal aus Heine's sämmtlichen Werken. Köln 1893.
- Aus dornenreicher Jugendzeit. Erzählung aus dem Leben eines Knaben. Köln 1894.
- Wie wird man Staatsbeamter, Beamter in Privatstellungen, Apotheker, Architekt, Arzt, Tierarzt, Zahnarzt etc.? Regensburg 1894.
- Die Kunst, Bücher zu lesen. Winke für die Lektüre wissenschaftlicher und dichterischer Werke. Regensburg 1895.
- Handbüchlein der katholischen Presse Deutschlands, Österreichs, der Schweiz und der Vereinigten Staaten. Regensburg 1895.
- Konfessionelle Brunnenvergiftung. Die wahre Schmach des Jahrhunderts. Regensburg 1896.